# The Darkness (comics)
Pour les articles homonymes, voir Darkness.
The Darkness (littéralement les Ténèbres en français) est une série de bande dessinée éditée sous le label Top Cow des éditions Image Comics. Le concept a été créé par Marc Silvestri, Garth Ennis et David Wohl en 1996. 
Le scénario suit Jackie Estacado, un mafieux de New York qui – après avoir fêté ses 21 ans – hérite de la malédiction du Darkness. Le personnage fait sa première apparition dans Witchblade no 10 (novembre 1996).

## Histoire éditoriale
À la suite de sa première apparition dans la série Witchblade, le personnage obtient très vite sa propre série éponyme qui reçoit un bon accueil et un certain succès pendant le « boom Top Cow » de la fin des années 1990. Le premier numéro se retrouve dans le Top 10 des meilleures ventes de novembre 1997 avec 104 599 exemplaires vendus.
Pourtant, Top Cow fut contraint de relancer la série au n°1 en 2002 après une baisse sensible des ventes. Le comics s'est vendu à plus d'un million d'exemplaires à travers le monde. 
En février 2009, la numérotation de la série est modifiée pour prendre en compte les volumes précédents : le numéro 11 du volume 3 devient le no 75.

### Autres apparitions
Jackie Estacado fait partie d'un univers partagé dans les éditions Top Cow. On le retrouve dans des crossover avec Tomb Raider et Witchblade.
Image Comics a également réalisé des crossover avec d'autres maisons d'éditions. Le personnage fait ainsi équipe avec Batman et Superman de DC Comics, avec Hulk de Marvel et affronter des Aliens de Dark Horse Comics.

### Suite
La série Artifacts met en scène les aventures de Hope, la fille de Jackie (Darkness) et de Sarah Pezzini (Witchblade).

## Synopsis
Jackie Estacado a rejoint les rangs de la Mafia à l'âge de 16 ans et a abusé d'une vie faite de sexe et de violence. Mais à 21 ans, il découvre son sombre héritage. Avec ses supers pouvoirs, sous le nom du Darkness, Jackie peut créer tout ce qu'il désire pendant la nuit, même si tout tombe en poussière à l'aube. Si une femme devient enceinte de ses œuvres, l'enfant héritera de son pouvoir et Jackie mourra. Il doit donc réfréner ses activités sexuelles, pour sa plus grande frustration.
La série tourne autour des tentatives de Jackie pour échapper à l'Angelus (qui veut le tuer), et à Sonatine et sa confrérie du Darkness (qui veut le capturer et lui voler ses pouvoirs).

## Personnages principaux
- Jackie Estacado : Tueur à gages de la mafia, il hérite à ses 21 ans des pouvoirs d'une entité surnaturelle.
- The Darkness : Entité surnaturelle incarnant les Ténèbres.
- L’Angelus : Ennemi du Darkness incarnant la Lumière.
- Sonatine : Chef de la Confrérie du Darkness, il tente par tous les moyens de prendre le contrôle des pouvoirs du Darkness.

## Publications

### Éditions américaines

#### The Darkness
- 1996 - 2001 : The Darkness vol.1 : 40 numéros ; avec au scénario Garth Ennis (no 1-6), David Wohl et Christina Z. (no 7-10) ; et aux dessins Marc Silvestri + Joe Benitez (no 8)...
- 1997 : The Darkness : Holiday Pinup Special, one shot
- 1998 - 1999 : Tales of the Darkness : 5 numéros (1-4 + 1/2)
- 1999 : The Darkness: Infinity, one shot
- 2002 - 2005 : The Darkness vol.2 : 24 numéros ; avec au scénario Paul Jenkins (no 1-9), Ron Marz (10-13) ; et aux dessins  Dale Keown (1-6), Eric Basaldua (7), Romano Molenaar (8), Steven Cummings (9), Martin Montiel (10-13)...
- 2003 : Darkness: Wanted Dead, one shot
- 2005 : The Darkness: Black Sails, one shot, (Ron Marz (scénario) ; Keu Cha (dessins))
- 2005 : Darkness and Tomb Raider, one shot, (Paul Jenkins, David Wohl (s) ; Jae Lee, Billy Tan (d))
- 2007 - 2013 : The Darkness vol.3 : 52 numéros ; numérotée 1-10 et 75-116 ; avec au scénario Phil Hester et aux dessins Michael Broussard (no 1-6), Jorge Lucas (no 7-10)...
- 2007 : First Born, 3 numéros (Ron Marz (s), Stjepan Sejic (d))
- 2008 : Broken Trinity, 3 numéros (Ron Marz (s), Stjepan Sejic (d))
- 2008 : The Darkness: Lodbrok's Hand, one shot
- 2008 : The Darkness: Butcher, one shot
- 2009 : The Darkness/Pitt, 3 numéros
- 2010 : The Darkness: Shadows And Flame, one shot
- 2014 : The Darkness: Vicious Traditions, one shot
- 2014 : The Darkness: Close Your Eyes, one shot
- 2016 : The Darkness: Hope, one shot

#### Cross-overs
- 1997 : Painkiller Jane vs. The Darkness (Event Comics/Top Cow) (Garth Ennis (s) ; Amanda Conner (d))
- 1999 : The Darkness/Batman (DC Comics/Top Cow), one shot (Scott Lobdell; Jeph Loeb (s) ; Marc Silvestri; David Finch (d))
- 2001 : Aliens vs. Predator / Witchblade / Darkness : Mindhunters (Dark Horse/Top Cow)
- 2004 : The Darkness / The Incredible Hulk (Marvel/Top Cow), one shot (Paul Jenkins (s), Dale Keown (d))
- 2005 : The Darkness / Superman (DC Comics/Top Cow) : 2 numéros (Ron Marz (s) ; Tyler Kirkman (d))
- 2005 : Darkness / Vampirella (Harris/Top Cow), one shot
- 2006 : The Darkness / Wolwerine (Marvel/Top Cow), one shot (Frank Tieri (s), Tyler Kirkham (d))
- 2008 : The Darkness vs. Eva: Daughter of Dracula (Dynamite/Top Cow) : 4 numéros

#### Ouvrages
- 2007 : The Art of The Darkness, Top Cow, 86 pages,  (ISBN 9781582406497)

### Éditions françaises

#### Semic
La série est éditée pour la première fois dans les offres kiosque des éditions Semic. Le personnage apparaît pour la première fois dans la revue Witchblade no 5 (contient Witchblade no 10 US).
La série The Darkness est ensuite traduite dans une revue homonyme, qui a duré huit ans (août 1997 - février 2005) sur 30 numéros. La revue a présenté la série principale (The Darkness Vol.1 no 1 à 30 et The Darkness Vol.2 no 1-14), ainsi que plusieurs mini-séries et one-shots :
- Tales of Darkness #3-4
- Tomb Raider / Darkness no 1
- Darkness Wanted no 1
- Darkness Prelude no 1

Elle est complétée par Darkness hors-série, contenant plusieurs épisodes des séries dérivées :
- Tales of the Darkness #1 et #2
- Darkness Infinity #1
- Witchblade vs Darkness Wizard Edition #1
- Darkness Wizard Edition #1
- Overkill #1
- The Magdalena Vol.1 #1, #2 et #3

La revue Batman Hors-série publia dans son n°11 le crossover Darkness / Batman.
Dans les numéros 15 et 19 de la revue Collection Image ont paru :
- Dark Crossing no 1 et 2
- Darkness / Hulk no 1
- Le Théâtre d'Ombres : Cet épisode est une création spécifique au marché français, écrite par Nick Meylaender (studio Makma) et dessinée par Stéphane Louis.

Le Darkness et Jackie Estacado firent également de nombreuses apparitions dans les revues Witchblade et Witchblade hors-série. La publication de la série régulière continua dans la revue Top Cow Universe le temps de deux numéros, The Darkness Vol.2 no 15 et 16. Elle cessa lorsque Semic perdit les droits de publication des éditions Image Comics.

#### Éditions USA
Les Éditions USA proposent l'édition reliée. Elle se compose de 5 tomes qui sont reproposés en 2003 sous forme d'intégrale.
- 1998 : Darkness tome 1  (ISBN 978-2-9110-3360-5)
- 1998 : Darkness tome 2  (ISBN 978-2-9110-3361-2)
- 1999 : Darkness tome 3  (ISBN 2-911033-62-0)
- 1999 : Darkness tome 4  (ISBN 2-911033-63-9)
- 1999 : Darkness tome 5  (ISBN 2-911033-64-7)[4]
- 2003 : Intégrale  (ISBN 2-914409-29-X)

#### Delcourt
A la fin des années 2000, Delcourt récupère les droits de publication. Il réédite la série dans la collection Contrebande. Le rythme de parution est plus lent que pour la série Spawn qui paraît également aux éditions Delcourt. L'éditeur n'a toutefois pas communiqué d'informations sur ce choix.
1. 2009 : L'Avènement (The Darkness vol.1 : no 1 à 10 + Witchblade: Family Ties no 18-19)  (ISBN 978-2-7560-1429-6)
2. 2010 : Cœurs sombres (The Darkness vol.1 : no 11 à 22)  (ISBN 978-2-7560-2276-5)
3. 2011 : Âmes damnées (The Darkness vol.1 : no 24 à 27 + Witchblade no 36 + Witchblade/Darkness, Darkness/Witchblade, The Darkness n°28 + The Darkness/Batman)  (ISBN 978-2-7560-2500-1)
4. 2012 : Destination infernale (The Darkness volume 1 : no 29 à 40)  (ISBN 978-2-7560-2894-1)
5. 2013 : Seconde chance (The Darkness vol.2 no 1-6 + The Darkness: Wanted Dead + The Darkness:Butcher + The Darkness/Pitt no 1-3)  (ISBN 978-2-7560-3951-0)

En 2012, il édite dans sa collection US Comics le cross-over Aliens vs. Predator / Witchblade / Darkness : Mindhunters  (ISBN 978-2-3020-2338-3).

#### Autres éditions
En 2009, les éditions Bragelonne éditent la mini-série The Darkness vs. Eva: Daughter of Dracula sous son label Milady Graphics : Eva vs Darkness  (ISBN 978-2-8112-0234-7).

## Adaptations

### Jeux vidéo
En mars 2005, une licence The Darkness a été achetée par Majesco pour en réaliser un jeu vidéo pour consoles, développé par Starbreeze Studios. Il s'agit d'un FPS sorti en 2007. Le jeu est édité par 2K Games sur PlayStation 3 et Xbox 360.
En février 2012, sort The Darkness II, suite du premier opus, et qui sort également sur Playstation 3 et Xbox 360. Le jeu se veut résolument orienté action entrecoupé de légers passages narratif. Graphiquement le moteur du jeu affiche un cel-shading proche du rendu d'une bande dessinée. Le scénario se déroule deux ans après les évènements du premier jeu.

### Projet de film
En 2005, les Frères Pang sont cités pour réaliser l'adaptation du comics en film. Lors du Comic-Con de 2009, Top Cow annonce que le film est en développement avec Scott Stuber Productions comme producteur du projet. En 2012, une nouvelle annonce cite Len Wiseman comme producteur du film. En 2016, Marc Silvestri annonce lors d'un interview qu'un film en 3D est toujours d'actualité. Depuis, aucune nouvelle n'est donnée sur ce projet.